# Willy Renz
William K. „Willy“ Renz (* 24. Mai 1913; † Mai 1981 in Philadelphia) war ein US-amerikanischer Handballspieler.

## Leben und Karriere
Renz gehörte auf Vereinsebene dem  Cake Bakers Sport Club aus Philadelphia an. Mit der US-amerikanischen Nationalmannschaft nahm Renz als Spielertrainer am olympischen Feldhandballturnier 1936 teil und kam in allen drei Spielen gegen Ungarn (2:7), Deutschland (1:29) und Rumänien (3:10) zum Einsatz.